# Rostocker Domfehde

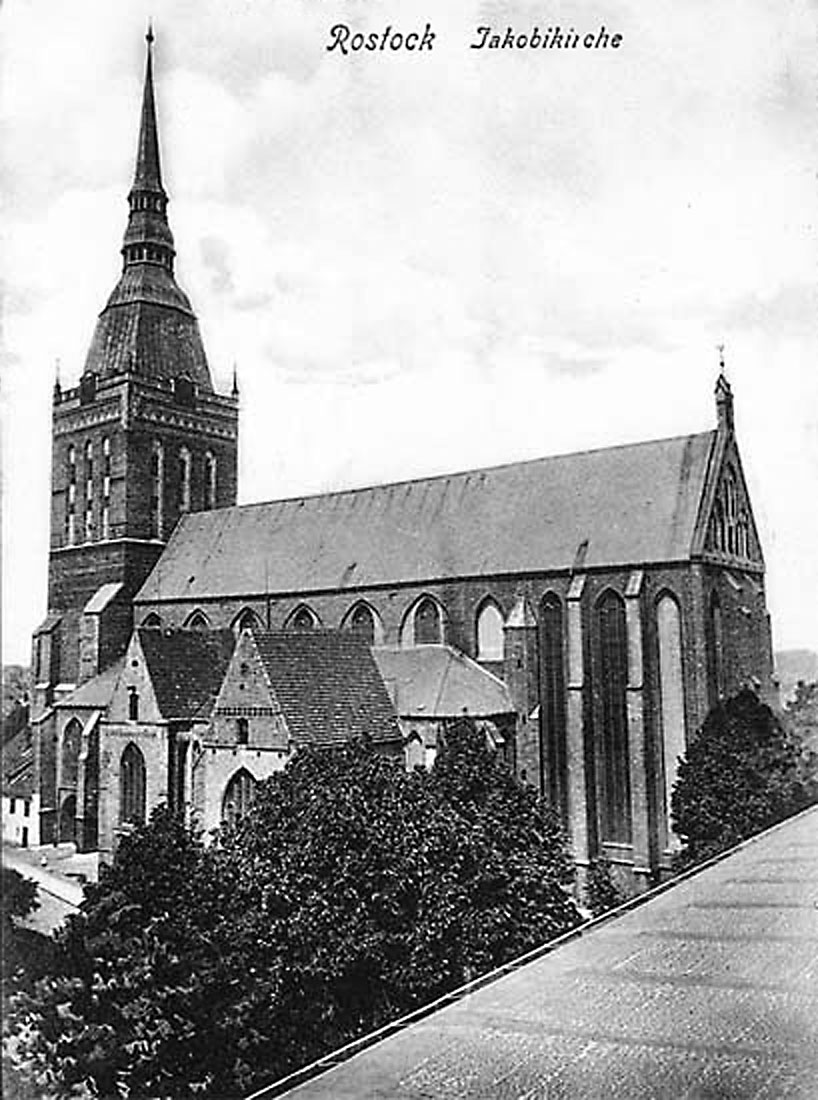
Die Jakobikirche um 1920

Rostocker Domfehde ist die Bezeichnung für einen bürgerkriegsähnlichen Aufstand gegen
die Ratsoligarchie und Fürstenwillkür, der in den Jahren 1483 bis 1492 in Rostock stattfand. Der Begriff lässt sich auf eine anonyme, im Jahr 1558 von Valentinus Gerdes abgeschriebene zeitgenössische Chronik Van der Rostocker Veide zurückführen.

## Verlauf
Ausgangspunkt für die Fehde war die Absicht, die heute nicht mehr vorhandene Sankt-Jakobi-Kirche in Rostock in ein Domkollegiatstift umzuwandeln. Die übrigen drei Rostocker Pfarrkirchen sollten diesem neuen Dom inkorporiert werden. Dieses Projekt wurde insbesondere von Herzog Magnus II. von Mecklenburg (1441–1503) betrieben, da er hiermit die Finanzierung der Universität Rostock und seine Macht zu sichern glaubte, weil die Pfründen aller vier Kirchen künftig der Hochschule zufließen sollten. Gleichzeitig hätte ein derartiges Vorgehen jedoch eine Verschlechterung der seelsorgerlichen Versorgung der Gemeinden zur Folge gehabt. Die Universitätsprofessoren hatten bereits 1483 Bedenken gegen das Projekt vorgebracht, wie Albert Krantz in seiner Wandalia berichtete. Sie fürchteten nicht zu Unrecht, in den sich anbahnenden Konflikt zwischen Herzog und Stadt hineingezogen zu werden, und empfanden sich dafür mit nur vier Stellen im Domkapitel als nicht genügend entschädigt. Die Bürger wiederum erkannten die Gefahr der Verstärkung des herzoglichen Einflusses und fürchteten zudem eine Zunahme der Macht der Geistlichkeit, weshalb sie sich von Anfang an gegen das Vorhaben zur Wehr setzten. Der Stadtrat versuchte zu taktieren, war aber geneigt, im Sinne des Herzogs einzulenken.
Der Herzog strengte angesichts des Widerstands in der Stadt ein kirchenrechtliches Verfahren bei Bischof Konrad Loste an, der am 9. Mai 1484 den Kirchenbann über Rostock verhängte. Der Stadtrat verbündete sich daraufhin mit der niederen Geistlichkeit, der Bürgerschaft und den Universitätsprofessoren und appellierte an Papst Sixtus IV., erreichte jedoch nicht sein Ziel, denn Sixtus starb, und sein Nachfolger Innozenz VIII. (1432–1492) stellte sich auf die Seite des Herzogs und verfügte im November 1484 in einer Bulle die Einrichtung des Kollegiatstifts. Nachdem weitere Verhandlungen ergebnislos blieben, drohte der Herzog mit militärischen Maßnahmen. Der Rat sah sich 1486 bei einem Schiedstag in Wilsnack gezwungen, seinen Forderungen nachzugeben.

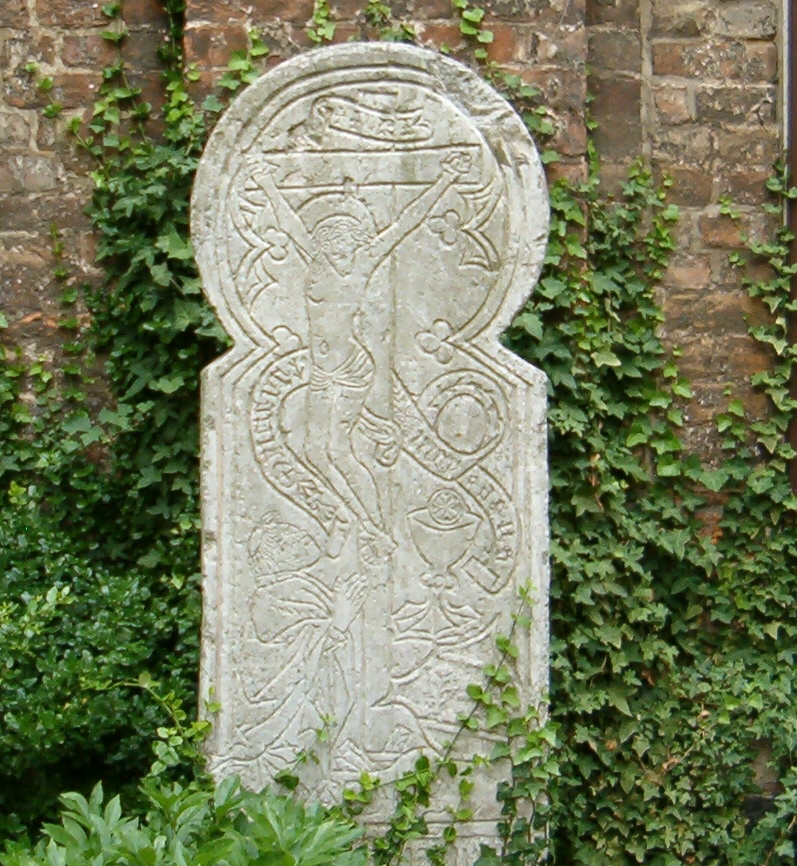
Sühnestein für Thomas Rode

Am 14. Januar 1487, zwei Tage nach der Stiftsweihe, kam es daraufhin zum Aufstand der Rostocker Bevölkerung, insbesondere der Handwerker. Der soeben eingesetzte neue Stiftspropst Thomas Rode wurde auf offener Straße erschlagen, und die anwesenden Fürsten mussten zunächst fliehen. Rostock wurde nun auch von Johannes V. von Berkentin, Bischof von Ratzeburg, mit dem Kirchenbann belegt. Deswegen und aus Sorge um ihre Sicherheit zogen die Universitätsangehörigen mit herzoglichem Geleitschutz aus der Stadt aus und begaben sich – gegen den Willen des Herzogs – nach Lübeck, waren jedoch auch dort nicht vor Übergriffen zorniger Rostocker Bürger sicher. Auch einige Ratsherren, darunter die Bürgermeister Bartold Kerkhof und Arndt Hasselbeck, verließen die Stadt, während der Herzog gemeinsam mit Johann IV. von Sachsen-Lauenburg-Ratzeburg und Bogislaw X. von Pommern Rostock belagerte.
Als bereits die Gefahr bestand, dass sich der Lehrbetrieb gänzlich auflösen könnte, konnte die Universität 1488 nach Rostock zurückkehren, was wohl auch der Vermittlung des ehemaligen Professors und nunmehrigen Lübecker Syndicus Albert Krantz zu verdanken war. Doch war der Konflikt zwischen Bürgerschaft und Universität damit nicht beigelegt. Das eigenmächtige Verlassen Mecklenburgs verschlechterte zudem das Verhältnis der Hochschule zum Herzog.
Die Aufständischen unter Dietrich Boldewan und Hans Runge erzwangen 1489 eine Ergänzung des Rates. Boldewan selbst wurde dabei Bürgermeister. Der neue Rat suchte unter Vermittlung weiterer Städte des Wendischen Quartiers der Hanse unter Führung des Lübecker Bürgermeisters Heinrich Brömse nach einer Verständigungslösung mit den Streitparteien. Doch die Versöhnung des alten Rats mit dem neuen stieß auf den Widerstand der Aufständischen unter Führung der Steinmetzmeisters Hinrich Runge. Bis 1492 dauerte der Aufstand und endete mit der Hinrichtung Runges, nach dem 1947 die Rungestraße benannt worden ist, am 14. April 1492 zusammen mit drei weiteren Aufständischen. 
Der Aufstand war durch die herzoglichen Truppen niedergeschlagen worden, und die Herzöge forderten außerdem Buße, höhere Abgaben und Soldaten für das mecklenburgische Heer. Rostock musste der Einrichtung des Kollegiatstifts zustimmen und wurde vorerst keine freie Reichsstadt. Auch die Universität hatte sich den Forderungen des Herzogs zu beugen, und die vier Pfründen für ausscheidende Professoren waren sehr schlecht dotiert.
Die Domfehde trug wesentlich dazu bei, die Stadt und das Umland für die Ideen der Reformation vorzubereiten. Die Konflikte selbst dauerten noch bis zum Ersten Rostocker Erbvertrag im Jahre 1573 an. Der Rostocker Frühhumanist Hinrich Boger verarbeitete die Fehde in einem seiner Gedichte und wurde dann selbst Pfarrer an St. Jakobi.

## Weblink
- Landesbibliothek Mecklenburg-Vorpommern